# 樱井美南
樱井美南（日语：／ Sakurai Minami */?，1993年5月17日—）是日本的女演员，所属公司渡边娱乐。她的特长是马术和吉他。

## 简历
樱井美南2013年4月入讀慶應義塾女子高等学校，2014年通过选拔进入渡边娱乐有限公司。同年，她在电是连续剧《谜之转校生》中饰演香川绿，首次作为女演员亮相。
2016年4月，她入讀慶應義塾大學文学部。

## 出演作品

### 电视剧
- 谜之转校生（2014年1月10日 - 3月29日）饰演 香川绿[7]
- 飆速宅男（2016年8月26日）饰演 寒咲幹[8]
- 飆速宅男 第二季（2017年8月15日）饰演 寒咲幹[9]

### 电影
- 彼岸岛（2016年10月15日）饰演 优纪[10]
- 好想大聲說出心底的話。（2017年7月22日）饰演 高村佳织[11]

### 舞台剧
- 转校生（2015年8月22日 - 9月6日）饰演 大西由美[12]
- D舞台 20th“柔道少年”（2017年2月9日）[13]